# Тымар (Винницкая область)
Тымар (укр. Тимар) — село на Украине, находится в Гайсинском районе Винницкой области.
Код КОАТУУ — 0520882009. Население по переписи 2001 года составляет 372 человека. Почтовый индекс — 23700. Телефонный код — 4334.
Занимает площадь 0,126 км².

## Адрес местного совета
23750, Винницкая область, Гайсинский р-н, с.Жерденовка, ул.Ленина, 30